# Jonathan Lobert
Jonathan Lobert (Metz, 30 aprile 1985) è un velista francese.

## Palmarès
- Giochi olimpici

Londra 2012: bronzo nella classe Finn.